# Diferenciální termická analýza
Diferenciální tepelná analýza (DTA) je termoanalytická metoda založená na termodynamických cyklech a zkoumání rozdílů teploty mezi zkoumaným a referenčním vzorkem.
Do grafu se zanamenává závislost rozdílu teplot na čase, nebo teplotě. Z grafu se odečítají změny ve vzorku, exotermní i endotermní, oproti referenčnímu vzorku. Těmito změnami mohou být skelný přechod, krystalizace, tání a sublimace. Velikost oblasti pod grafem odpovídá změně entalpie a nezávisí na tepelné kapacitě vzorku.

## Vybavení
Aparatura pro DTA se skládá z držáku vzorku, termočlánků, nádoby na vzorek, zdroje tepla a záznamového zařízení. Termočlánky jsou spojené s voltmetrem. Jeden je umístěn v inertním materiálu, například oxidu hlinitém, a druhý ve zkoumaném vzorku. V případě fázového přechodu dojde ke změně údaje na voltmetru, protože dodání tepla zvýší teplotu referenčního vzorku, ale u zkoumaného se projeví jako latentní teplo.

## Využití
DTA lze použít i k samotné identifikaci látky, ale obvykle se používá k určení fázových diagramů, měření tepelných změn a rozkladů v různých atmosférách.
DTA má využití ve farmaceutickém a potravinářském průmyslu.
DTA lze využít ve výrobě cementu, mineralogickém výzkumu a výzkumu životního prostředí.
Pomocí DTA lze také zkoumat kosterní pozůstatky a archeologické materiály.